# The Voice Kids (Portugal)
The Voice Kids é um programa de talentos da RTP1 que estreou no dia 28 de Setembro de 2014 e como mentores da primeira edição tinha Raquel Tavares, Anselmo Ralph e Daniela Mercury. Em 2020, foi confirmada uma nova edição que estreou em 2021, com um novo painel de mentores: Carolina Deslandes, Carlão, Fernando Daniel e Marisa Liz. Em 2022, Marisa Liz é substituída por Bárbara Tinoco e em 2023, Aurea substitui Carolina Deslandes. Na edição de 2024, Nininho Vaz Maia substitui Fernando Daniel e Cuca Roseta substitui Aurea.
Os concorrentes têm idades compreendidas entre os 7 e 14 anos.

## Apresentadores
A primeira edição contou com a apresentação de Mariana Monteiro e Vasco Palmeirim. O Repórter V na primeira edição foi Rui Maria Pêgo. Isabel Figueira foi apresentadora de um spin-off da série, titulado "The Voice Kids - Exclusivo", que era transmitido após cada episódio de domingo.
Em 2019, foi anunciada uma segunda edição a estrear em 2020, que seria apresentada exclusivamente por Catarina Furtado, devido à licença de paternidade de Vasco Palmeirim. No entanto, esta mesma edição acabou por ser adiada para 2021 devido às restrições de distanciamento social exigidas no combate à pandemia de COVID-19. Para a segunda edição, a atriz Bárbara Lourenço apresentou os Bastidores das Provas Cegas e Batalhas. Para a fase de Galas em direto, Fábio Lopes substituiu Bárbara.
| Função           | Edições | Edições | Edições | Edições | Edições | Edições |
| Principal        | 1       | 2       | 3       | 4       | 5       | 6       |
| ---------------- | ------- | ------- | ------- | ------- | ------- | ------- |
| Mariana Monteiro |         |         |         |         |         |         |
| Vasco Palmeirim  |         |         |         |         |         |         |
| Catarina Furtado |         |         |         |         |         |         |
| Bastidores       | 1       | 2       | 3       | 4       | 5       |         |
| Rui Maria Pêgo   |         |         |         |         |         |         |
| Bárbara Lourenço |         |         |         |         |         |         |
| Fábio Lopes      |         |         |         |         |         |         |
| Catarina Maia    |         |         |         |         |         |         |

## Mentores
A primeira edição teve três mentores: a fadista Raquel Tavares, o cantor angolano e mentor no The Voice Portugal Anselmo Ralph e a cantora brasileira conhecida internacionalmente, Daniela Mercury. Após 7 anos, a segunda edição conta com novos mentores, sendo adicionado mais um lugar no grupo. Os mentores são: mentora  no The Voice Portugal e cantora principal da banda Amor Electro, Marisa Liz, o vencedor da quarta edição de adultos, Fernando Daniel, a cantora pop Carolina Deslandes e o cantor de hip hop Carlão. Para a terceira edição, Bárbara Tinoco substitui Marisa Liz. Já na quarta edição, Carolina Deslandes deixa de estar presente, e dá lugar a Aurea, cantora de pop e soul. Na quinta edição Nininho Vaz Maia substitui Fernando Daniel e Cuca Roseta substitui Aurea.
Painel de mentores
| Mentores           | Edição | Edição | Edição | Edição | Edição | Edição |
| Mentores           | 1      | 2      | 3      | 4      | 5      | 6      |
| ------------------ | ------ | ------ | ------ | ------ | ------ | ------ |
| Anselmo Ralph      |        |        |        |        |        |        |
| Raquel Tavares     |        |        |        |        |        |        |
| Daniela Mercury    |        |        |        |        |        |        |
| Carlão             |        |        |        |        |        |        |
| Fernando Daniel    |        |        |        |        |        |        |
| Carolina Deslandes |        |        |        |        |        |        |
| Marisa Liz         |        |        |        |        |        |        |
| Bárbara Tinoco     |        |        |        |        |        |        |
| Aurea              |        |        |        |        |        |        |
| Nininho Vaz Maia   |        |        |        |        |        |        |
| Cuca Roseta        |        |        |        |        |        |        |
| Diogo Piçarra      |        |        |        |        |        |        |
| Miguel Cristovinho |        |        |        |        |        |        |
| Nena               |        |        |        |        |        |        |

### Ajudantes dos mentores
| Aurea | Rui Drumond     | Mónica Ferraz    |                    |                    |
| 2     | Marisa Liz      | Carlão           | Carolina Deslandes | Fernando Daniel    |
| 2     | Nuno Ribeiro    | Bárbara Tinoco   | Nuno Ribeiro       | Bárbara Tinoco     |
| 3     | Fernando Daniel | Bárbara Tinoco   | Carlão             | Carolina Deslandes |
| 3     | Agir            | Os Quatro e Meia | Dino D'Santiago    | Miguel Cristovinho |

## Sumário de edições
Aviso: a tabela a seguir apresenta uma quantidade significativa de cores diferentes. A correspondência de cada cor está disponível na secção acima, "painel de mentores".
| Painel de mentores segundo a ordem de cadeiras | Painel de mentores segundo a ordem de cadeiras | Painel de mentores segundo a ordem de cadeiras | Painel de mentores segundo a ordem de cadeiras | Painel de mentores segundo a ordem de cadeiras | Painel de mentores segundo a ordem de cadeiras |
| Edição                                         | Ano                                            | Mentores e respetivas cores                    | Mentores e respetivas cores                    | Mentores e respetivas cores                    | Mentores e respetivas cores                    |
| Edição                                         | Ano                                            | 1                                              | 2                                              | 3                                              | 4                                              |
| ---------------------------------------------- | ---------------------------------------------- | ---------------------------------------------- | ---------------------------------------------- | ---------------------------------------------- | ---------------------------------------------- |
| 1                                              | 2014                                           | Raquel Tavares                                 | Anselmo Ralph                                  | Daniela Mercury                                | —                                              |
| 2                                              | 2021                                           | Marisa Liz                                     | Carlão                                         | Carolina Deslandes                             | Fernando Daniel                                |
| 3                                              | 2022                                           | Fernando Daniel                                | Bárbara Tinoco                                 | Carlão                                         | Carolina Deslandes                             |
| 4                                              | 2023                                           | Aurea                                          | Carlão                                         | Bárbara Tinoco                                 | Fernando Daniel                                |
| 5                                              | 2024                                           | Bárbara Tinoco                                 | Nininho Vaz Maia                               | Cuca Roseta                                    | Carlão                                         |
| 6                                              | 2025                                           | Diogo Piçarra                                  | Nena                                           | Miguel Cristovinho                             | Cuca Roseta                                    |

| Edição | Ano  | Vencedor        | Finalistas      | Finalistas          | Finalistas     | Finalistas       | Mentor vencedor  | Apresentação              | Bastidores            |
| ------ | ---- | --------------- | --------------- | ------------------- | -------------- | ---------------- | ---------------- | ------------------------- | --------------------- |
| 1      | 2014 | Diogo Garcia    | Carolina Leite  | Filipa Ferreira     | —              | —                | Daniela Mercury  | M. Monteiro, V. Palmeirim | Rui Maria Pêgo        |
| 2      | 2021 | Simão Oliveira  | Aurora Pinto    | Rita Rocha          | Maria Inês     | Mia Benita       | Fernando Daniel  | Catarina Furtado          | B. Lourenço, F. Lopes |
| 3      | 2022 | Maria Gil       | Nicolas Alves   | Margarida Rodrigues | Martim Helena  | —                | Fernando Daniel  | Catarina Furtado          | Fábio Lopes           |
| 4      | 2023 | Júlia Machado   | Francisco Horta | Francisco Santos    | Maria Pedro    | Rodrigo Oliveira | Fernando Daniel  | Catarina Furtado          | Catarina Maia         |
| 5      | 2024 | Victoria Nicole | Francisco Dias  | Leonor Quinteiro    | Maria Benedita | —                | Nininho Vaz Maia | Catarina Furtado          | Catarina Maia         |

## Mentores e seus finalistas
Mentor vencedor
     Mentor em 2.º lugar
     Mentor em 3.º lugar
Concorrentes em itálico chegaram à final e vencedores em negrito. Considerando a colocação final dos mentores:
| Edição | Mentores e concorrentes                                                                     | Mentores e concorrentes                                                                         | Mentores e concorrentes                                                                         | Mentores e concorrentes                                                                       |
| ------ | ------------------------------------------------------------------------------------------- | ----------------------------------------------------------------------------------------------- | ----------------------------------------------------------------------------------------------- | --------------------------------------------------------------------------------------------- |
| 1      | Raquel Tavares                                                                              | Anselmo Ralph                                                                                   | Daniela Mercury                                                                                 |                                                                                               |
| 1      | Filipa Ferreira Salomé Silveira Ana Rita Coelho José Moreira Alicia Correia Carlos Pinheiro | Carolina Leite Pedro Goulão Carolina Martins Marta Costa Bárbara Bandeira João Pereira          | Diogo Garcia Bruna Guerreiro Ana Silva Juliana Ignácio João Pedro Gonçalves Sara Monteiro       |                                                                                               |
| 2      | Marisa Liz                                                                                  | Carlão                                                                                          | Carolina Deslandes                                                                              | Fernando Daniel                                                                               |
| 2      | Aurora Pinto Maria Inês Lívia Barros Madalena Castro Leonor Carvalheira Ana Veríssimo       | Mia Benita Nuno Siqueira Marina Maranhão Afonso Silva Alexandre Caldeira Ísis Salgueiro         | Rita Rocha Rosa Antunes Madalena Guedes Rúben Martins Joana Lopes Manuel Duarte                 | Simão Oliveira Margarida Machado Leonor Sá-Chaves Mariana Leal Fabiana Ferreira Tomás Pascoal |
| 3      | Fernando Daniel                                                                             | Bárbara Tinoco                                                                                  | Carlão                                                                                          | Carolina Deslandes                                                                            |
| 3      | Maria Gil Madalena Dias Lúcia Vicente Noa Rangel Dinis Reis Íris Fernandes                  | Margarida Rodrigues Rita Serrano Juliana Matado Rúben Antunes Alice Fonseca Joana Santos        | Martim Helena Bia Antunes Laura Pereira Margarida Oliveira Maria Correia Maria R. Andrade       | Nicolas Alves Beatriz Silva Andreia Santos Salvador Palmela Clara Gonzalez Rita Sales         |
| 4      | Aurea                                                                                       | Carlão                                                                                          | Bárbara Tinoco                                                                                  | Fernando Daniel                                                                               |
| 4      | Maria Pedro Francisco Bessa Vicente Oliveira Carolina Quintas Yasmin Alicia Santiago Hassam | Francisco Horta Lucas Machado Francisco Santos Tatiana Francisco Isabel Silva Luísa Mascarenhas | Rodrigo Oliveira Martim d'Aires Lavínia Guimarães Rodrigo Rosa Sofia Silva Maria Leonor Pereira | Júlia Machado Valéria Guba Miguel Abreu Francisca Rodrigues Eva Alves Matilde Abreu           |

## Audiências
| Edição | Horário          | Episódios | Transmissão            | Transmissão            | Audiência           | Audiência          |
| Edição | Horário          | Episódios | Estreia                | Final                  | Estreia             | Final              |
| ------ | ---------------- | --------- | ---------------------- | ---------------------- | ------------------- | ------------------ |
| 1      | Domingo às 21h15 | 12        | 28 de setembro de 2014 | 14 de dezembro de 2014 | 10,7% (20,9% share) | 8,8% (19,0% share) |
| 2      | Domingo às 21h15 | 15        | 10 de janeiro de 2021  | 18 de abril de 2021    | 10,2% (18,9% share  | 9,2% (21% share    |
| 3      | Domingo às 21h15 | 12        | 8 de maio de 2022      | 31 de julho de 2022    | 7,4% (15,7% share)  | 5,9% (15,7% share) |
| 4      | Domingo às 21h15 | 12        | 9 de abril de 2023     | 25 de junho de 2023    | 7,0% (15,0% share)  | 7,0% (17,7% share) |
| 5      | Domingo às 21h15 |           | 14 de abril de 2024    |                        | 5,1% (11,4% share)  |                    |